# Casino (reclame)
Casino is een televisiereclame uit 1987, waarmee de Golf Mk2 GTi werd geïntroduceerd. De reclamespot werd geproduceerd door Doyle Dane Bernbach. De advertentie wordt ook wel The Man genoemd; afgeleid van de herhalende zinsnede "This is the man who [...]" (Nederlands: Dit is de man die [...]).

## Verhaal
Het filmpje toont een man die 's nachts uit een casino stapt na een lange reeks verliezen. De voice-over beschrijft zijn tegenslagen op financieel en romantisch gebied. De boodschap van de advertentie is dat de man na alles wat hij heeft verloren, nog steeds zijn betrouwbare Golf heeft om mee naar huis te rijden.

## Changes
Na de première van Casino volgde een reclamespot met een vrouwelijke hoofdrolspeler. In de spot speelt Paula Hamilton de rol van een radeloze vrouw. Tijdens het weglopen gooit ze de waardevolle spullen die ze draagt weg. Ze aarzelt op het punt dat ze haar autosleutels weg wil gooien. Het filmpje eindigt met haar glimlachend wegrijden, en de slogan "Was alles in het leven maar zo betrouwbaar als een Volkswagen."

## Media
In aflevering 7 van seizoen 17 van Top Gear, kregen de presentatoren de opdracht om een commercial te maken voor de (destijds) nieuwe Volkswagen Scirocco-diesel. Een van de advertenties die ze maakten was een parodie op de Casino reclamespot. Echter werden geen van hun spotjes goedgekeurd door het reclamefirm van Volkswagen. Na het uitzenden van de aflevering ontving de tv-zender 50 klachten, omdat de man in de parodie zelfmoord pleegt aan het einde van het filmpje.
In aflevering 11 van seizoen 1 van The Grand Tour, werd een eerbetoon gedaan aan de eerdere parodie in de vorm van This the man who drives a Maserati.